# CeramicSpeed
CeramicSpeed — датская компания, которая специализируется на разработке и производстве керамических шарикоподшипников для велосипедов и промышленного оборудования. Эти гибридные подшипники сочетают в себе стальной вкладыш и шарики из нитрида кремния. Компания, расположенная в городе Хольстебро (Дания), была основана в 2004 году, а в 2010 году получила финансирование Elforsk для проведения испытаний подшипников в сотрудничестве с Grundfos и другими компаниями. В 2017 году компания продавала свою продукцию в 55 странах.
С сезона 2018 года CeramicSpeed стала именным спонсором велокоманды Riwal Cycling Team.

## История
11 ноября 1998 года датчанин Якоб Чизмадиа побил мировой рекорд в 24-часовом скоростном беге на роликовых коньках, проехав 505 км. До установления рекорда он экспериментировал с керамическими подшипниками, устанавливая их в подшипники колёс своих коньков.
К 2000 году Чизмадиа настолько усовершенствовал своё изобретение, что осенью попросил Бьярне Рийса и его велосипедную команду Memory Card-Jack & Jones протестировать керамические подшипники. В сезоне 2001 года команда Рийса CSC-Tiscali впервые использовала керамические подшипники в профессиональных велогонках, включая Тур де Франс. С тех пор многие команды Мирового тура UCI используют продукцию CeramicSpeed.
После трудного старта, в апреле 2004 года Якобу Чизмадиа наконец удалось основать компанию CeramicSpeed, чтобы его продукция могла быть запущена в более крупное производство.
В 2009 году началось производство шарикоподшипников для промышленного оборудования.